# Leopold von Daun
Leopold Joseph Maria Graf von Daun Fürst von Teano Marchese di Rivola (ur. 24 września 1705 w Wiedniu, zm. 5 lutego 1766 tamże) – austriacki marszałek polny i polityk, książę Teano, reichsgraf. Jego ojcem był hrabia Philipp Wirich von Daun.

## Życiorys
Odznaczył się wzorową służbą podczas wielu konfliktów wojennych: wojny o sukcesję polską (1734-1735), wojny z Turcją (1737-1739), w trakcie której awansował na generała porucznika (Feldmarschalleutnanta), wojny o sukcesję austriacką (1740-1748) i wojny siedmioletniej (1757-1763). Podczas ostatniej odniósł poważne zwycięstwa nad armią Prus w bitwie pod Kolinem w 1757 i pod Hochkirch w 1758. Od 1762 do śmierci był przewodniczącym Nadwornej Rady Wojennej (Hofkriegsratu). Jako pierwszego odznaczono go Krzyżem Wielkim Orderu Marii Teresy. Był również kawalerem Orderu Złotego Runa.
7 lipca 1754 został mianowany na stopień marszałka polnego.